# Астеропа
Астеропа је у грчкој митологији била нимфа, чије је име још и Хесперија.

## Митологија
Била је нимфа Најада, према Аполодору и Овидијевим „Метаморфозама“, кћерка речног бога Кебрена, која је потицала са његове реке у Троади. Она је или била супруга тројанског принца Есака, или је бежећи од његове насртљиве љубави стала на отровну змију која ју је ујела и убила. Њено име би више одговарало звезданој нимфи него Најади, тако да је можда симболисала звезду падалицу која је „умирала“ при паду на Земљу.

## Друге личности
- Једна од Океанида, која је са Зевсом имала сина Акрага.[3]
- Плејада Стеропа се још називала и Астеропа.[4]
- Према Хигину, Хипалкимова супруга и Пенелејева мајка.[5]
- Према неким ауторима, Киркина мајка, коју је имала са Хелијем.[5]